# 小行星5024
小行星5024（5024 Bechmann）是一颗绕太阳运转的小行星，为主小行星带小行星。该小行星于1985年11月14日发现。

## 轨道参数
小行星5024的轨道半长轴为3.2280121 UA，离心率为0.047。